# Каделл ап Грифид
Ка́делл ап Гри́фид (валл. Cadell ap Gruffydd) (умер в 1175 году) — правитель королевства Дехейбарт в юго-западном Уэльсе.

## Биография
Каделл был сыном Грифида ап Риса, владевшего частью территории королевства, в то время как остальные земли принадлежали норманским лордам. Грифид умер в 1137 году, и на трон взошёл брат Каделл Анарауд. Каделл впервые появляется в хрониках в следующем году, когда он помогал Анарауду, Оуайну Гвинеду и брату последнего Кадваладру в штурме замка Кардиган.
В 1143 году Анарауда убили люди Кадваладра, и Каделл стал правителем Дехейбарта. В 1146 он захватил замки Кармартен и Лланстефан, а в следующем году нанёс поражение Уолтеру Фитцвизу. В 1150 году он отправился на север и отвоевал южный Кередигион, который держал Хивел ап Оуайн Гвинед.
Политическая карьера Каделла окончилась в 1151 году. Он был на охоте, когда на него напал норманский отряд из Тенби и оставил его на поле боя, посчитав мёртвым. Каделл выжил, но увечья не позволили ему продолжить свою деятельность. В 1153 году он отправился в паломничество в Рим, оставив трон Дехейбарта своему младшему брату Маредиду ап Грифиду. Больше о Каделле ничего не известно, кроме того, что в 1175 году, после долгой болезни, он стал монахом Страта Флорида и умер в этом монастыре.